# Alte Kirche von Messukylä

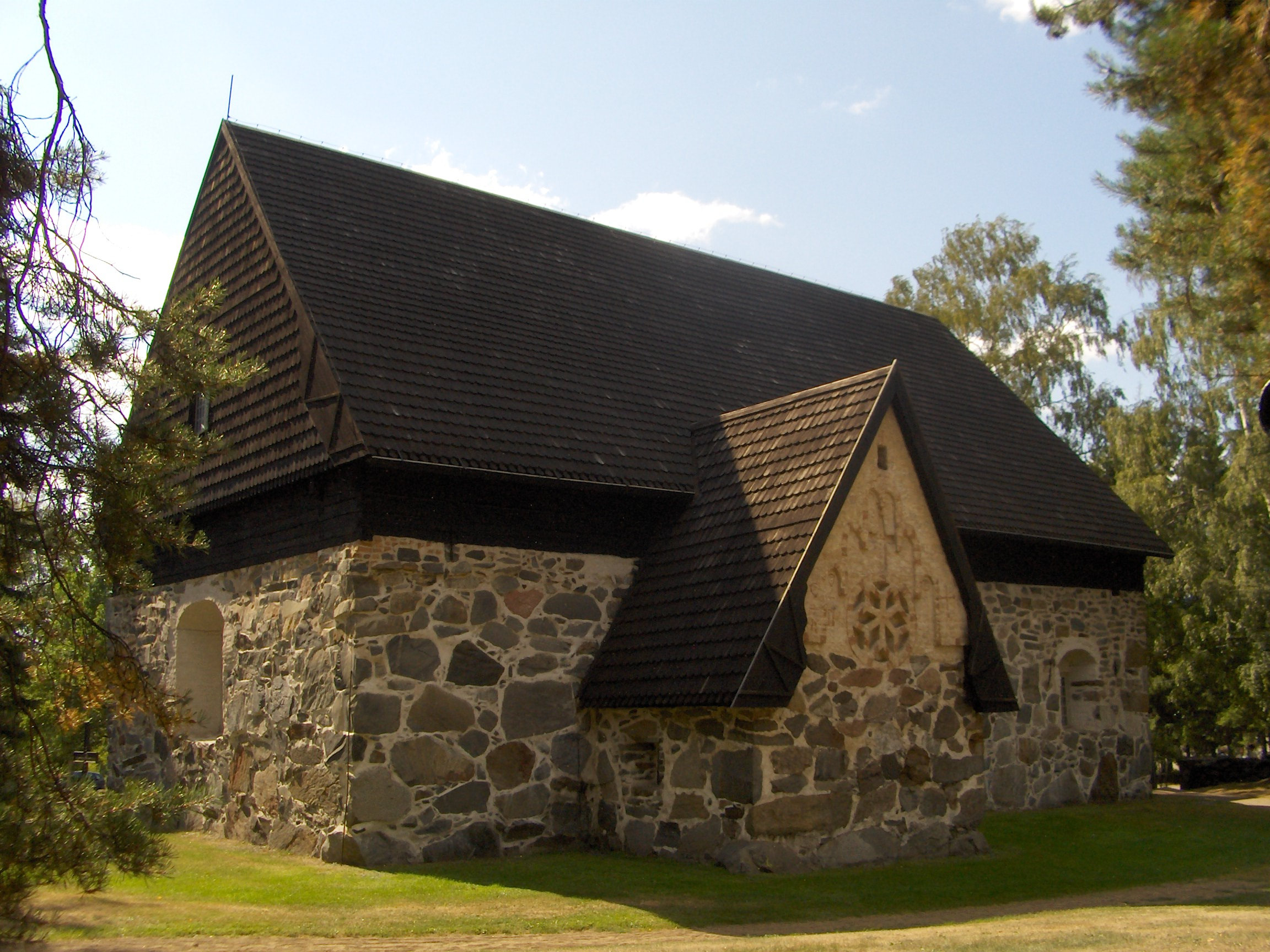
Die Alte Kirche von Messukylä

Die Alte Kirche von Messukylä ist eine mittelalterliche Steinkirche im Stadtteil Messukylä in der Stadt Tampere, Finnland. Die Kirche wurde um 1520 erbaut und ist das älteste Gebäude der Stadt. Der Schutzpatron der Kirche ist der Erzengel Michael.

## Geschichte

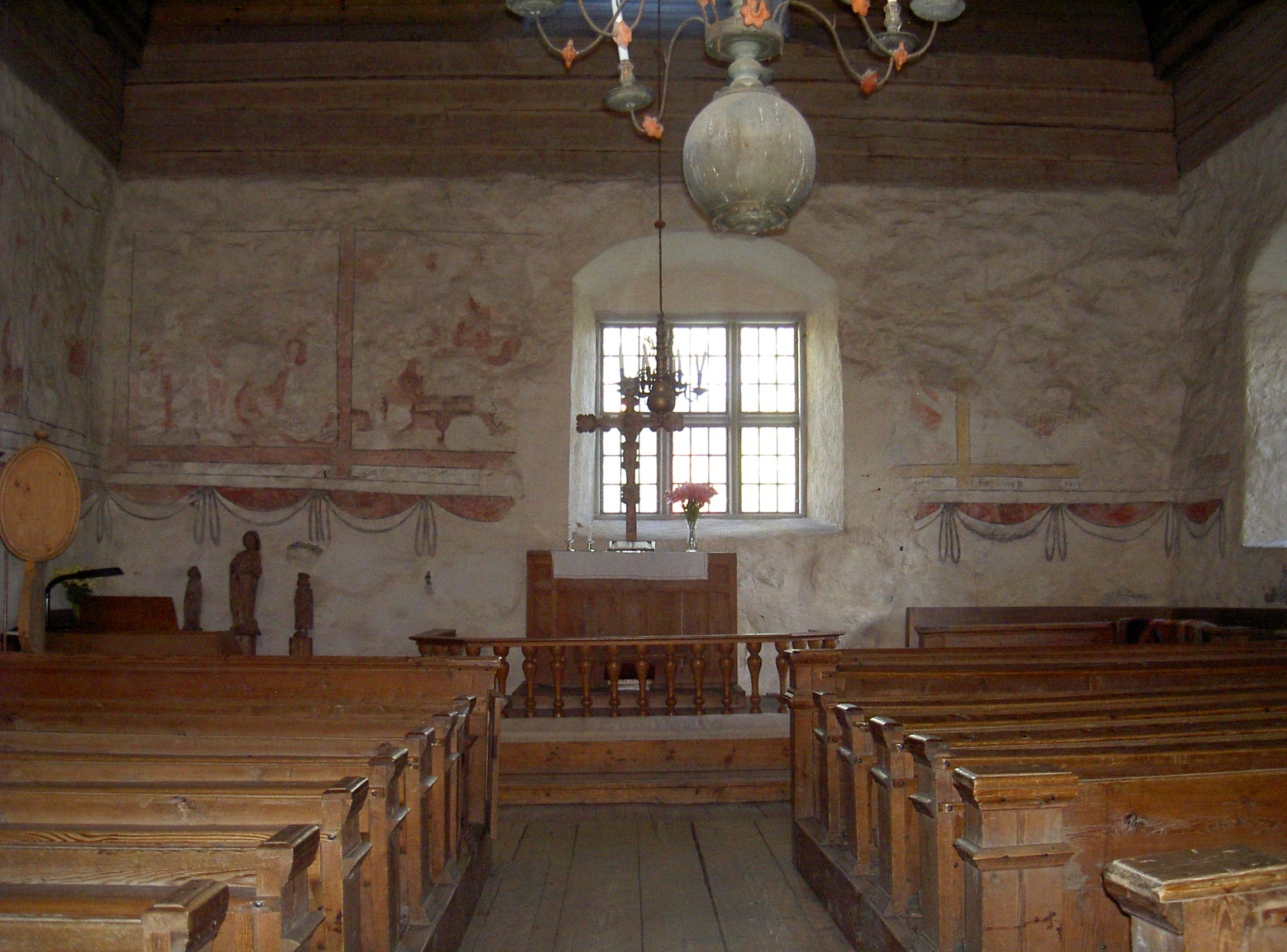
Innerhalb der Kirche sind die alten Wandgemälde noch gut zu sehen.

Ursprünglich war zwischen 1434 und 1520 eine aus Holz gebaute vorhanden. Auf einem Balken findet sich die Inschrift „1434“. Dieses Jahr wird für das wahrscheinlichste Baujahr gehalten, da die Bilder der Heiligen in der Kirche aus dem 15. Jahrhundert stammen. Die Bilder vom Erzengel Michael und den Heiligen Jakob und Olaf sind noch heute in der Kirche zu sehen.
Die Steinmauern wurden um 1510 bis 1530 errichtet. Die Sakristei seitlich der Kirche entstand Ende des 15. Jahrhunderts. Im 17. und 18. Jahrhundert wurde das Gebäude mehrfach renoviert, danach verfiel die Kirche für einige Zeit.
Im Mittelalter fungierte die alte Kirche als Grabstätte. Die Verstorbenen wurden unter dem Boden beigesetzt, die letzten noch am Ende des 18. Jahrhunderts.
1879 wurde eine neue Kirche im Stadtteil Messukylä erbaut. Ab dieser Zeit wurde die alte Kirche für Jahrzehnte nur noch als Kornkammer verwendet.
1958/1959 wurde die Kirche grundrenoviert. Sie befindet sich in gutem Zustand und ist im Sommer für verschiedene Veranstaltungen offen.

## Gegenwart
Die Kirche ist als Hochzeitskirche sehr beliebt. Die Kanzel der Kirche ist einzigartig und die Dekorationen im Holz sind besonders schön. Die Kanzel war ein Geschenk des Landeshauptmannes E. J. Creutz im 17. Jahrhundert.
Die Kirche gehört zur Gemeinde Messukylä und ist Teil des finnischen Kirchengemeindeverbands. Die Kirche ist im Winter geschlossen, da es keine Heizung gibt.

## Das Gebäude
Die Kirche ist ein für diese Region typisch finnisches Kirchengebäude aus dem Mittelalter. Die Richtung der Kapelle verläuft von Ost nach West, die Haupttür liegt im Westen. Gegenüber der Sakristei befindet sich eine alte Waffenkammer. Die Außendekoration ist mit Runddekorationen, einer Rosette und das Kreuz auf dem Giebel der Sakristei bescheiden gehalten. Die Wände sind aus Feldstein, das Dach aus Holz.